# Martin Hřídel
Martin Hřídel (sinh ngày 22 tháng 5 năm 1968) là một cầu thủ bóng đá người Séc.

## Sự nghiệp câu lạc bộ
Martin Hřídel đã từng chơi cho JEF United Ichihara.